# اقلیم‌شناسی مریخ

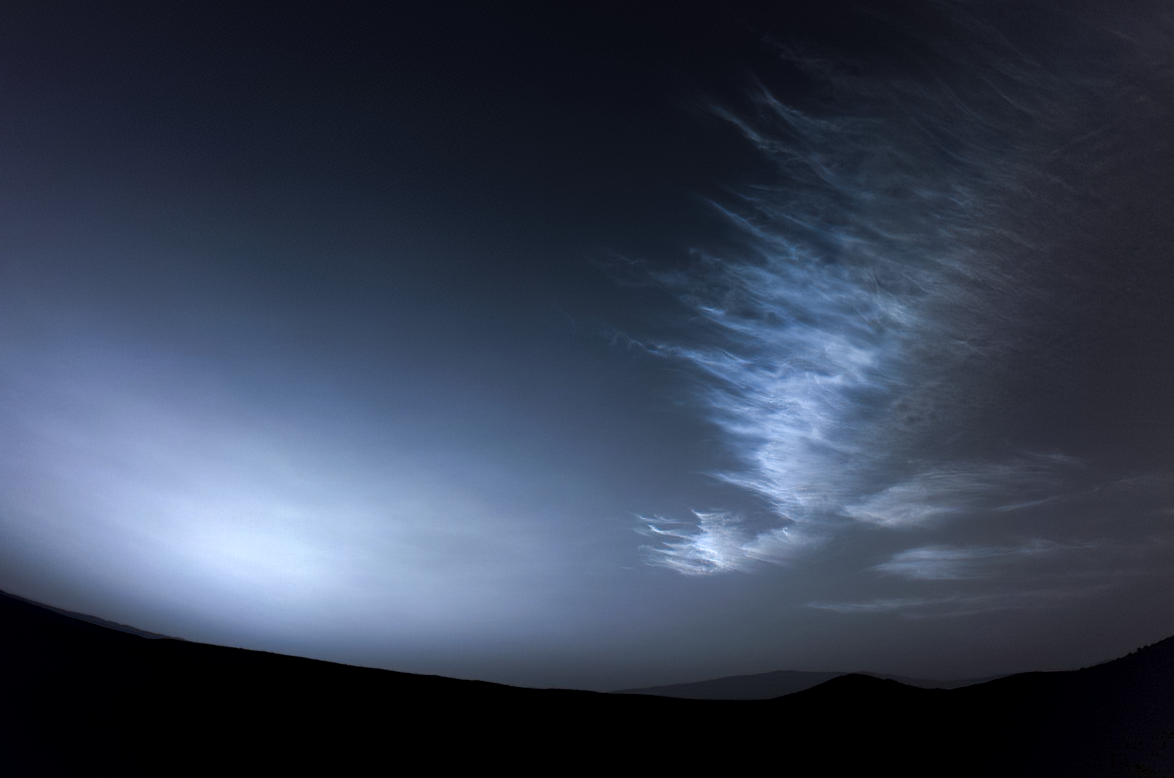
آسمانی ابری مریخ. تصویر از مریخ‌نورد استقامت در سال ۲۰۲۳. سول ۷۳۸.

اقلیم مریخ به دلیل جو نازک، عدم وجود میدان مغناطیسی سراسری و نوسانات دمایی بزرگ، محیطی خشن و متغیر است.
سیاره مریخ (بهرام) در مقایسه با زمین، جو بسیار نازکی دارد. این جو نازک اجازه می‌دهد تا تابش خورشیدی به‌طور مستقیم‌تر به سطح برسد و به نوسانات دمایی بزرگتر بین روز و شب منجر می‌شود. برخلاف زمین، مریخ فاقد میدان مغناطیسی قوی و جهانی است. این میدان مغناطیسی به محافظت از زمین در برابر ذرات باردار خورشید (باد خورشیدی) کمک می‌کند. بدون این محافظت، باد خورشیدی به‌طور مستقیم با جو مریخ تعامل می‌کند و آن را در طول زمان از بین می‌برد.
به دلیل جو نازک و اثر گلخانه‌ای ضعیف، مریخ دمای متوسط بسیار سردتر از زمین دارد، حدود ۶۳- درجه سانتیگراد (۸۱- درجه فارنهایت). تغییرات دمایی زیادی بین خط استوا و قطب‌ها و بین روز و شب وجود دارد. دما در ظهر در نزدیکی خط استوا می‌تواند تا ۲۰ درجه سانتیگراد (۶۸ درجه فارنهایت) برسد، اما در شب در کلاهک‌های یخی قطبی تا ۱۴۳- درجه سانتیگراد (۲۲۵- درجه فارنهایت) کاهش می‌یابد.
مریخ به دلیل محور کج خود، تغییرات فصلی مشابهی را مانند زمین تجربه می‌کند. با این حال، فصل‌های مریخی بسیار طولانی‌تر هستند زیرا سال مریخی تقریباً دو برابر سال زمین (۶۸۷ روز زمینی) است. کلاهک‌های یخی قطبی در طول فصل‌ها رشد و کوچک می‌شوند، به‌طوری که یخ دی‌اکسید کربن در طول زمستان در قطب‌های سردتر متراکم می‌شود و در طول تابستان به جو بازمی‌گردد.
طوفان‌های گرد و غبار به دلیل جو نازک و بادهای شدید، پدیده‌ای رایج در مریخ هستند. این طوفان‌ها می‌توانند کل سیاره را بپوشانند و به‌طور قابل توجهی بر دما تأثیر بگذارند.
به‌رغم دمای سرد، شواهدی از وجود یخ آب در مریخ وجود دارد، هم در کلاهک‌های یخی قطبی و هم به‌طور بالقوه در زیر زمین. با این حال، به دلیل فشار کم جو، آب مایع نمی‌تواند برای مدت طولانی در سطح مریخ وجود داشته باشد. برخی از ویژگی‌های زمین‌شناسی در مریخ وجود اقیانوس‌های بزرگ آب مایع را در گذشته نشان می‌دهد. با این حال، این شرایط به احتمال زیاد به دلیل ترکیبی از عوامل، از جمله از دست رفتن میدان مغناطیسی سیاره و کاهش فعالیت آتشفشانی، تغییر کرده‌است.
تحقیقات در مورد امکان زمینی‌سازی مریخ در حال انجام است که شامل ایجاد شرایط مناسب برای زندگی به گونه‌ای است که ما می‌شناسیم. این یک تلاش پیچیده و بلندمدت خواهد بود.

## پیشینه بررسی
اقلیم مریخ قرن‌هاست که موضوع کنجکاوی علمی بوده‌است، تا حدی به این دلیل که تنها سیاره زمین‌سان است که سطح آن می‌تواند به آسانی و مستقیماً با جزئیات از زمین با کمک تلسکوپ رصد شود.
گرچه مریخ از زمین کوچکتر است و تنها یک‌دهم جرم زمین را دارد. و ۵۰٪ دورتر از زمین نسبت به خورشید قرار دارد، اقلیم آن شباهت‌های مهمی از جمله وجود کلاهک یخی قطبی، تغییرات فصلی و الگوهای آب و هوایی قابل مشاهده را نشان می‌دهد. این موضوع موجب مطالعه مستمر از منظر علوم سیاره‌ای و اقلیم‌شناسی شده‌است. در حالی که آب و هوای مریخ شباهت‌هایی به زمین دارد، از جمله عصر یخبندان‌های ادواری، تفاوت‌های مهمی نیز وجود دارد، مانند لَختی حرارتی بسیار کمتر. جو مریخ دارای بلندای مقیاس تقریباً ۱۱ کیلومتر (۳۶٬۰۰۰ فوت) است که ۶۰٪ بیشتر از زمین می‌باشد. آب و هوا ارتباط قابل توجهی با این سؤال دارد که آیا حیات اکنون یا زمانی روی سیاره وجود داشته‌است یا خیر.
مریخ از قرن ۱۷ توسط ابزارهای مستقر در زمین مورد مطالعه قرار گرفته‌است، اما تنها از زمان شروع کاوش مریخ در اواسط دهه ۱۹۶۰ است که رصد نزدیک‌برد امکان‌پذیر شده‌است. فضاپیماهای گذری و مداری داده‌هایی را از بالا فراهم کرده‌اند، در حالی که فرودگرها و مریخ‌نوردها مستقیماً شرایط جوی را اندازه‌گیری کرده‌اند. ابزارهای پیشرفته مداری در مدار زمین امروزه به ارائه مشاهدات «تصویر بزرگ» مفید و مشاهدات از پدیده‌های آب و هوایی نسبتاً بزرگ ادامه می‌دهند.
اولین مأموریت پرواز مریخ مارینر ۴ بود که در سال ۱۹۶۵ انجام شد. آن گذر سریع دو روزه (۱۴ و ۱۵ ژوئیه ۱۹۶۵) با ابزارهای ابتدایی، کمک چندانی به وضعیت دانش آب و هوای مریخ نکرد. ماموریت‌های بعدی مارینر (مارینر ۶ و ۷) برخی از شکاف‌ها را در اطلاعات اقلیمی اولیه پر کردند. مطالعات اقلیمی بر اساس داده‌های علمی به‌طور جدی با فرود آوردن فضاپیمای برنامه وایکینگ در سال ۱۹۷۵ آغاز شد و با کاوشگرهایی مانند مدارگرد شناسایی مریخ ادامه دارد.
این کار رصدی با نوعی شبیه‌سازی علمی رایانه‌ای به نام مدل گردش عمومی مریخ تکمیل شده‌است.
تکرارهای مختلف MGCM به درک بیشتر مریخ و همچنین محدودیت‌های چنین مدل‌هایی منجر شده‌است.

### مشاهدات اقلیمی تاریخی
جیاکومو اف. مارالدی در سال ۱۷۰۴ مشخص کرد که کلاهک جنوبی در مرکز قطب چرخشی مریخ قرار ندارد. در خلال تقابل سال ۱۷۱۹، مارالدی هر دو کلاهک قطبی و تغییرات زمانی در مقیاس آن‌ها را مشاهده کرد.
ویلیام هرشل اولین کسی بود که چگالی پایین جو مریخ را در مقاله‌اش در سال ۱۷۸۴ با عنوان «در باب ظاهر قابل توجه در مناطق قطبی سیاره مریخ، انحراف محوری آن، موقعیت قطب‌ها، و شکل کروی آن. با چند نکته در مورد قطر واقعی و اتمسفر آن» استنباط کرد. زمانی که به نظر می‌رسید مریخ از نزدیکی دو ستاره کم‌نور، بدون تأثیرگذاری بر درخشندگی آن‌ها می‌گذرد، هرشل نتیجه‌گیری درستی کرد که نشان می‌داد اتمسفر کمی در اطراف مریخ وجود دارد که بتواند در نور آنها مداخله کند.
کشف «ابرهای زرد» در سطح مریخ در سال ۱۸۰۹ توسط هونوره فلاگرگوئس نخستین مشاهده شناخته شده از طوفان‌های گرد و غبار مریخی است. فلاگرگوئس همچنین در سال ۱۸۱۳ کاهش قابل توجه یخ قطب‌ها را در طول بهار مریخ مشاهده کرد. حدس او مبنی بر اینکه این بدان معناست که مریخ گرمتر از زمین است، نادرست بود.